# Hatherop
Hatherop is een civil parish in het bestuurlijke gebied Cotswold, in het Engelse graafschap Gloucestershire.

## Geboren
- Hugh Longbourne Callendar (1863-1930), natuurkundige